# 西メボン

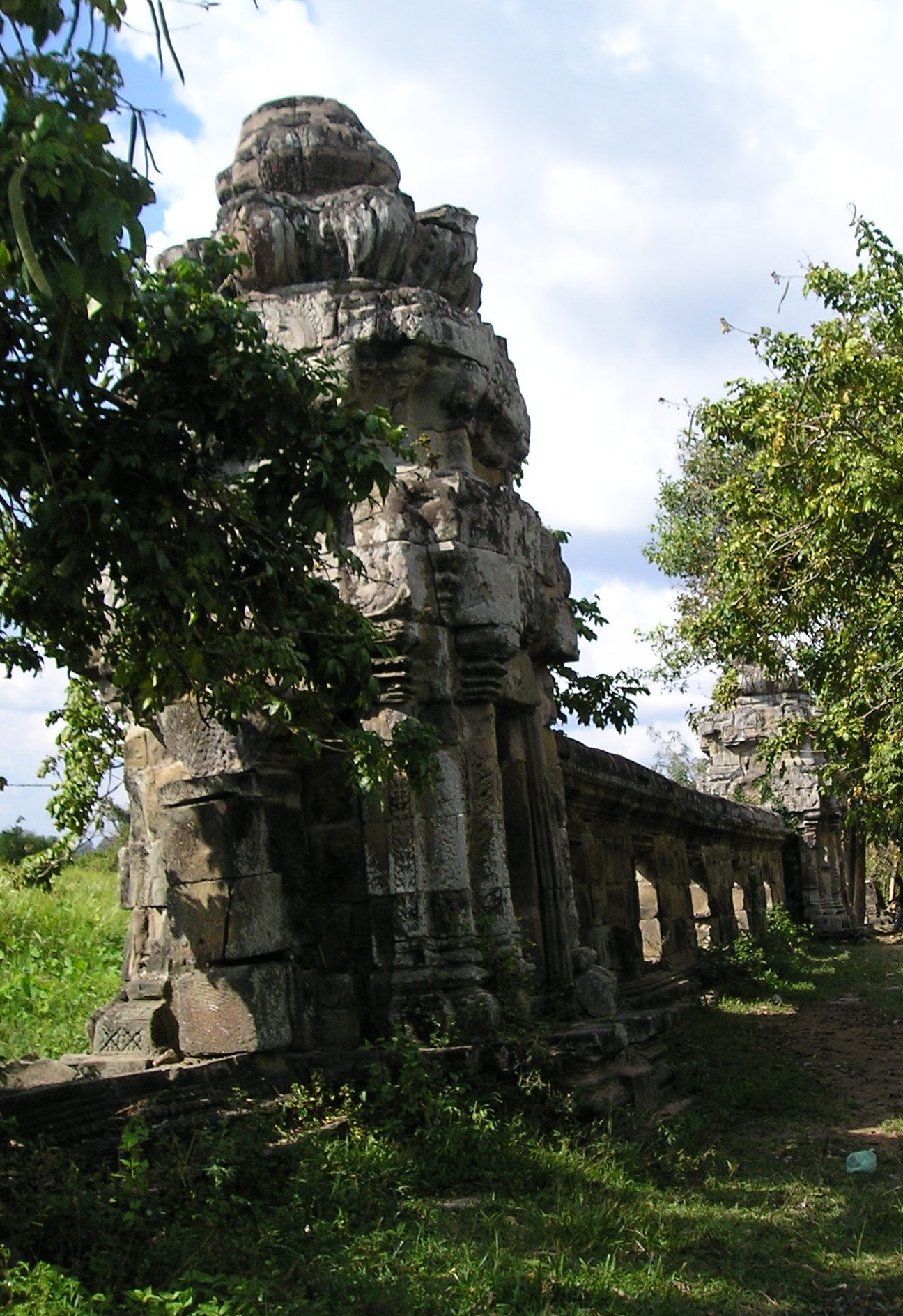
現存する東壁および塔

西メボン（にしメボン、英語: West Mebon、クメール語: ប្រាសាទមេបុណ្យខាងលិច）は、カンボジアのアンコール遺跡群にある寺院で、アンコール地域最大の貯水池である西バライの中心に位置する。寺院の建築年は知られていないが、証拠からは王スーリヤヴァルマン1世（在位1002-1050年）あるいはウダヤーディチャヴァルマン2世（在位1050-1066年）統治時代の11世紀が示唆されている。

## 位置
現在、乾季には陸路で到達可能となる。雨季にはバライの水域の長さは7,800メートルに上り、バライの底面部からより高い位置にある寺院は島になる。

## 象徴
クメールの建築家は一般的に、ヒンドゥー教の天地創造の海を象徴する堀で寺院を囲んだ。西メボンはそれらが実際の海のように見えるよう、広大な水域の中心に位置して、この宗教的象徴性を究極的に取り込んでいる。

## 構成
寺院は、側面の長さ約100メートルの正方形のかたちに建造された。各側面には、石のハスの花を載せた3つの塔門が、約28メートル間隔で配置された。正方形の中心には、ラテライトと砂岩の歩道により東の壁に連絡される石の基壇があった。
現在は、基壇、歩道、および東の壁や塔の跡の多くが残り、バライの水域が低い場合それら石の輪郭が見えるが、他の側面部の大部分はなくなっている。基壇は過去にいくらかの比較的小さな構造物を支えたであろうが、見られるべき中央の祠堂はない。

## 横たわるヴィシュヌ

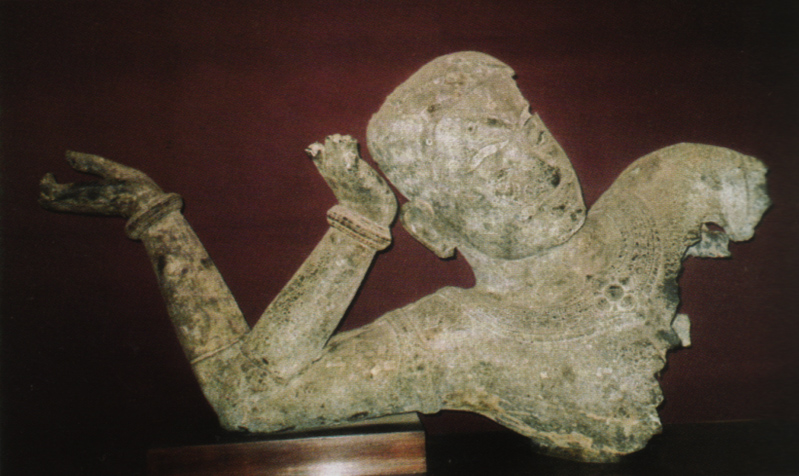
西メボンで発見された「横たわるヴィシュヌ」

1938年、西メボンにおいて、クメール美術のうち最も知られた青銅彫刻である、横たわるヒンドゥー教の神ヴィシュヌの破片（上半身）が発見された。11世紀中頃のものとされ、高さ1.14メートル、幅2.17メートルとなる残存部は、神の頭部と胴の上部および2本の右腕を含んでいる。地元の村民が、仏陀の肖像が西メボンに埋められ、土から解放されることを望んでいる夢を見たといわれている。続いての発掘がヴィシュヌ像を掘り出した。
13世紀末の1296-1297年に、アンコールを訪れた中国人使節の周達觀は、その帰国後の『真臘風土記』において、アンコール地域のもう一方の大貯水池であった東バライの中心の寺院である東メボンには、へそから水が常に流れ出る臥銅仏の像があると記した。多くの学者は、周がヴィシュヌ像を仏陀（涅槃仏）像と誤り、またその場所を間違えて記録したと考えている。ただし、周が西バライないし西メボンを訪れたという記録がないことから、東メボンにも同様の像があった可能性がある。
完全な形であれば全長約6メートルにおよんだその像は、プノンペン国立博物館 に収蔵された。また、それはワシントンD.C.など海外でも展示された。